# Хамидие (село)
Хамидие́ (кабард.-черк. Хьэпцӏей) — село в Терском районе республики Кабардино-Балкария. Административный центр муниципального образования «Сельское поселение Хамидие».

## География
Селение расположено в северо-восточной части Терского района, на правом берегу реки Терек. Находится в 42 км к северо-востоку от районного центра Терек и в 80 км от города Нальчик (по дороге).
Площадь территории сельского поселения составляет — 67,75 км2. Около 90 % территории сельского поселения составляют сельскохозяйственные угодья и пашни.
Граничит с землями населённых пунктов: Ново-Хамидие на юге, Терекское на западе и Сухотское на востоке. На противоположном берегу реки Терек, расположены станицы Черноярская и Ново-Осетинская.
Населённый пункт расположен на наклонной Кабардинской равнине, в равнинной зоне республики. Средние высоты на территории села составляют 150 метров над уровнем моря. Рельеф местности представляют собой в основном наклонную волнистую равнину с бугристыми и курганными возвышенностями. К северу от села вдоль реки Терек, тянется Терский кряж. Над обрывом кряжа возвышается куполообразный курган — Ошхатых (кабард.-черк. Iуащхьэтыхь). На юге расположено урочище Камлюко. К востоку от села находится самая низкая точка (141 м) над уровнем моря на территории Кабардино-Балкарии.
Гидрографическая сеть в основном представлена рекой Терек протекающий вдоль северной окраины села. Долина реки занята смешанным приречным лесом. К востоку от села в Терек впадает левый приток — Курп. К югу от населённого пункта тянутся сеть водоканалов, использующиеся для орошения полей в засушливый период.
Климат влажный умеренный с тёплым летом и прохладной зимой. Среднегодовая температура воздуха составляет около +10,5°С, и колеблется от средних +23,2°С в июле, до средних -2,5°С в январе. Минимальные температуры зимой редко отпускаются ниже -10°С, летом максимальные температуры превышают +35°С. Среднегодовое количество осадков составляет около 580 мм. Основная часть осадков выпадает в период с апреля по июнь. Основные ветры — северные и северо-западные. В конце лета возможны суховеи, вызванные воздействием воздушных течений исходящими из Прикаспийской низменности.

## История
Село основано в 1842 году дворянами Хапцевыми, несколько лет со своими людьми скитавшимися по Малой Кабарде, после разорения их аула.
В 1865 году в ходе Земельной реформы в Кабарде, к Хапцево были присоединены аулы Азапшево и Пшечо, располагавшиеся к востоку от реки Курп, недалеко от Моздока. Однако и ныне прежние названия аулов сохранились за разными кварталами села.
В 1920 году, с окончательным установлением советской власти в Кабарде, решением ревкома Нальчикского округа, Хапцево как и все другие кабардинские поселения было переименовано из-за присутствия в их названиях княжеских и дворянских фамилий. В результате село получило новое название — Хамидие.
В годы Великой Отечественной войны, в ноябре 1942 года село несколько недель было окольцовано немецкими войсками, однако не было полностью захвачено. В декабре село было освобождено от оккупации.

## Население
| 2002  | 2010  | 2012  | 2013  | 2014  | 2015  | 2016  |
| ----- | ----- | ----- | ----- | ----- | ----- | ----- |
| 2025  | ↘1812 | ↘1797 | ↘1759 | ↘1755 | ↘1749 | ↘1722 |
| 2017  | 2018  | 2019  | 2020  | 2021  | 2023  | 2024  |
| ↘1718 | ↘1712 | ↗1723 | ↘1707 | ↗1737 | ↗1747 | ↗1760 |
| 2025  |       |       |       |       |       |       |
| ↗1766 |       |       |       |       |       |       |

Плотность — 26.07 чел./км2.
Национальный состав
По данным Всероссийской переписи населения 2010 года:
| Народ      | Численность, чел. | Доля от всего населения, % |
| ---------- | ----------------- | -------------------------- |
| кабардинцы | 1 799             | 99,3 %                     |
| другие     | 13                | 0,7 %                      |
| всего      | 1 812             | 100 %                      |

По данным Всероссийской переписи населения 2021 года:
| Народ               | Численность, чел. | Доля от всего населения, % |
| ------------------- | ----------------- | -------------------------- |
| кабардинцы          | 1 718             | 98,91 %                    |
| другие / не указано | 19                | 1,09 %                     |
| всего               | 1 737             | 100,0 %                    |

Поло-возрастной состав
По данным Всероссийской переписи населения 2010 года:
| Возраст     | Мужчины, чел. | Женщины, чел. | Общая численность, чел. | Доля от всего населения, % |
| ----------- | ------------- | ------------- | ----------------------- | -------------------------- |
| 0 — 14 лет  | 189           | 175           | 364                     | 20,1 %                     |
| 15 — 59 лет | 637           | 597           | 1 234                   | 68,1 %                     |
| от 60 лет   | 87            | 127           | 214                     | 11,8 %                     |
| Всего       | 913           | 899           | 1 812                   | 100,0 %                    |

Мужчины — 913 чел. (50,4 %). Женщины — 899 чел. (49,6 %).
Средний возраст населения — 32,8 лет. Медианный возраст населения — 31,1 лет.
Средний возраст мужчин — 31,6 лет. Медианный возраст мужчин — 30,1 лет.
Средний возраст женщин — 34,1 лет. Медианный возраст женщин — 32,0 лет.

## Образование
- Средняя общеобразовательная школа — ул. Бориева, 43 «а».
- Начальная школа детский сад «Сатаней» — ул. Кудаева, 54.

## Здравоохранение
- Участковая больница — ул. Кудаева, 54 «а».

## Культура
- Дом культуры

Общественно-политические организации: 
- Адыгэ Хасэ
- Совет старейшин
- Совет ветеранов труда и войны

## Экономика
Основу экономики сельского поселения составляют производство злаковых и технических культур, а также выращивания мелкого и крупного рогатого скота.

## Улицы
| 9 Мая             |
| Бориева           |
| Братьев Ансоковых |
| Братьев Кошеровых |
| Елканова          |

| Кабардинская |
| Кудаева      |
| Мира         |
| Молодёжная   |
| Накацева     |

| Тахтабиева |
| Темрокова  |
| Фокичева   |
| Хабитова   |
| Хатухова   |